# Alphonse Bérenger
Pour les articles homonymes, voir Bérenger.
Pour les autres membres de la famille, voir Famille Bérenger.
Alphonse Bérenger, dit « Bérenger de la Drôme », né le 31 mai 1785 à Valence et mort le 8 mars 1866 à Paris 6e, est un magistrat, juriste et homme politique français.

## Biographie
Fils de Marie Marthe Héry et de Marcelin René Bérenger, président du tribunal criminel du département de la Drôme, député du  Dauphiné aux états généraux de 1789, il est devenu conseiller auditeur à la Cour d'appel de Grenoble en 1808. Il était, depuis 1811, avocat général à la même cour, lorsqu’il a été élu député de l’arrondissement de Valence au mois de mai 1815. À ce titre, il demande, le 23 juin, que le Gouvernement provisoire soit collectivement responsable et, le 26, qu’aucune arrestation, ni mise en état de surveillance ne puisse avoir lieu sans motifs clairement énoncés, et la possibilité pour les personnes atteintes par de semblables actes de toujours faire valoir leurs réclamations devant une Commission leur offrant toutes garanties d’impartialité et d’indépendance.
Durant l'entrevue que la cour d’appel de Grenoble avec Napoléon, lors de son retour de l'ile d’Elbe, tellement acclamé qu’il semblait tout imposer, il n’hésite pas à se déclarer le partisan des institutions libérales et de réformes. Défenseur des intérêts de la dynastie napoléonienne au lendemain de Waterloo, l’énergie avec laquelle il se prononce, le 30 juin, en faveur de la dynastie napoléonienne, est en partie cause de la proclamation de de Napoléon II empereur, le 2 juillet.
Six jours plus tard, il signe la protestation, délibérée et rédigée chez Lanjuinais, contre la dissolution de la Chambre des Cent-Jours, et adresse au pouvoir royal sa démission d’avocat général. Rentré dans la vie privée, il ouvre à Paris un cours de droit public et de droit des gens, à l’Athénée. Dans les années 1820, il s’implique dans la charbonnerie, et s'occupe de la réforme de la législation criminelle, qui aboutira à la publication de son ouvrage : De la justice criminelle en France, en 1818, dans lequel il dénonce les abus et les vices des lois inspirées par le désir de fortifier le pouvoir, beaucoup plus que par le sentiment de l’équité et de la justice.
Le très grand succès De la justice criminelle en France l’a aussitôt placé au premier rang des juristes de droit public et attiré l’attention sur son cours. Rappelé à Valence, en 1819, par la mort de sa mère, il ne revient dans la capitale que le 10 février 1828, lorsqu’un vote presque unanime des électeurs de l’arrondissement l’envoie une seconde fois à la Chambre des députés, où il sera réélu jusqu’en 1839. sans jamais se départir des principes affirmés le 9 juillet 1831, au lendemain d’une troisième élection, il fait successivement partie de l’opposition constitutionnelle et de la majorité conservatrice.
Tout en se rattachant par sa conduite politique au parti de Casimir Périer, dont il a été un des soutiens, il s’est tenu, autant que possible, à l'écart des débats purement politiques, se réservant pour des discussions d’un ordre plus élevé, dans lesquelles il intervenait toujours avec d’autant plus d’autorité, que ses vastes connaissances et des études spéciales lui permettaient d’y faire toute lumière et d'y apporter le plus souvent des aperçus nouveaux. Il  rapporte, en 1829, un projet de loi relatif à l’administration de la justice ; en 1830, la proposition de Destutt de Tracy, tendant à l’abolition de la peine de mort ; en 1831, la loi sur la constitution de la Chambre des pairs ; en 1833, la loi sur la responsabilité ministérielle. Toujours fidèle à ses principes, il n’intervient dans la discussion des lois de septembre 183l que pour demander des garanties contre l’arbitraire.
Au nom de la Chambre des députés, il parle, dans le procès des ministres de Charles X et, devenu conseiller à la Cour de cassation, le 14 mai 1831, il est chargé par le roi de travailler, conjointement avec ses ministres, à la révision du Code pénal, avant d’être compris dans la section de législation de l’Académie des sciences morales et politiques, lors de la réorganisation de cette société savante en 1833. L’une des personnalités les plus considérables de la Chambre des députés, il est nommé membre de la Chambre des pairs, le 7 novembre 1839, où son importance ne sera pas moins grande que dans l’autre.
Tout en se tenant de plus en plus à l’écart des querelles des partis, il prend une large part à la discussion de différents projets de loi, tels un projet tendant à modifier certains articles du Code pénal et un autre relatif à l’organisation de l’enseignement secondaire. Il fait nombre de rapports, dont un sur la réforme pénitentiaire, dans lequel il préconise le régime cellulaire pour moraliser les condamnés, ainsi que l’attestent, un mémoire rédigé en 1836 pour l’Académie des sciences morales et politiques, et la fondation, en 1830, de la Société de patronage des jeunes libérés de la Seine et d’autres œuvres du même genre.
La révolution de février 1848 ayant mis fin à sa carrière législative, il préside avec dignité et impartialité la Haute-Cour de Versailles, chargée de juger les accusés de la manifestation du 15 mai 1848, puis de la Haute-Cour de Bourges, devant laquelle comparaissent les manifestants de juin 1849. Sa retraite, en 1860, a causé autant de regrets que sa nomination à l’une des trois charges de président à la Cour suprême, en 1849, avait été bien accueillie.
En décembre 1834, il fait partie des fondateurs de la Société française pour l'abolition de l'esclavage. Outre ses nombreuse publications, il a rédigé, de 1833 à 1853, les comptes-rendus annuels de la Société de patronage des jeunes libérés de la Seine.
Ayant épousé la fille de Louis-Michel Rigaud de l'Isle, membre du Corps législatif Étiennette, il en a eu René Bérenger, dit « le Père la Pudeur », avocat, magistrat, criminaliste et homme politique.

## Publications
- De la religion dans ses rapports avec des audiences de la Cour de Grenoble au mois de novembre 1813, Grenoble, Veuve Peyronard, 1814, xi-49 p, in-8º.
- De la justice criminelle en France : d’après les lois permanentes, les lois d’exception et les doctrines des tribunaux, Paris, Lhuillier, 1818, vi-616 p., in-8º (lire en ligne sur Gallica).
- Rapport sur les statistiques civiles du Ministère de la justice,  — Dans le tome I des Mém. de l'Acad. des sciences, mor. et polit., p. 473 et suiv., et dans la Revue du Dauphiné, II, 265 et suiv.
- Des moyens propres à généraliser en France le système pénitentiaire, en l’appliquant à tous les lieux de répression du royaume, à tous les individus qui, à quelque titre que ce soit, sont sous la main de la Justice, et en plaçant les libérés sous la protection organisée de la bienfaisance publique, Paris, 1836, in-8º. — Publié d’abord dans le tome I des Mém. de l’Acad. des sciences mor. et pol. et réimprimé plusieurs, fois.
- Discours de M. Bérenger, président de l’Académie des sc. mor. et pol., prononcé aux funérailles de M. Comte, le 15 avril 1837, s. l. n. d., in-4º.
- Cour de cassation. Question des duels. Arrêt rendu à l’audience du 15 décembre 837, précédé du rapport de M. le conseiller Bérenger, s. l. n. d., 56 p., in-8º.
- Chambre des Pairs, séance du 24 avril 1847. Rapport au nom d’une Commission spéciale chargée de l’examen du projet de loi sur le régime des prisons, s. l. n. d., 170 p. plus 2 ff. pour tabl. stat., in-8º.
- De la répression pénale, de ses formes et de ses effets, Paris, 1853, in-8º, lire en ligne sur Gallica, t. 2 sur Gallica.
- Résumé de la discussion générale du projet d’article destiné à remplacer l’art. 25 de la Charte constitutionnelle, s. l. n. d., (10 oct. 1831), in-8º.
- Rapport fait au nom de la Commission chargée d’examiner la demande tendant à obtenir l’autorisation établie par l’art. 44 de la Charte constitutionnelle, s. l. n. d., (23 déc. 1831), in-8º.
- Rapport fait au nom de la Commission chargée de l’examen du projet de lot sur la responsabilité des ministres et des agents du Gouvernement et sur la juridiction de la Cour des Pairs, s. l. n. d., (20 avril 1833), in-8º.
- Discours dans la discussion du projet d’adresse, en réponse au discours du Trône, s. l. n. d., (2 janv. 1834), in-8º.
- Discours sur le droit d’amnistie, s. l. n. d., (janv. 1835).

### Éditions scientifiques
- Œuvres de Barnave, mises en ordre et précédées d’une notice historique sur Barnave, Paris, 1843, 4 vol. in-8º avec portrait et fac-similé.

### Traductions
- Novelles de Justinien, trad. du latin. Metz, 1810-1811, 2 vol. in-4º.

## Bio-Bibliographie
- Jean-Claude Farcy, Rosine Fry, Annuaire rétrospectif de la magistrature XIXe – XXe siècles, Centre Georges Chevrier (Université de Bourgogne/CNRS), 2010.
- Isabelle Havelange, Françoise Huguet, Bernadette Lebedeff-Choppin, « Bérenger Alphonse Marcelin Thomas », dans Les Inspecteurs généraux de l'Instruction publique. Dictionnaire biographique 1802-1914, Institut national de recherche pédagogique, 1986.
- Philippe Le Bas, France, Dictionnaire encyclopédique, 1840, p. 387.
- « Alphonse Bérenger », dans Adolphe Robert et Gaston Cougny, Dictionnaire des parlementaires français, Edgar Bourloton, 1889-1891 [détail de l’édition]
- Fernand de Saint-Andéol, Le président Bérenger (de la Drôme), Caen, 1862, in-8º.
- A. Benoit, Le président Bérenger (de la Drôme), Discours prononcé à l’ouverture des conférences des avocats stagiaires, par Grenoble, Allier, 1866, 44 p, in-8º.
- « M. le président Bérenger (de la Drôme », extrait de l’Impartial Dauphinois du 14 mars 1866, Grenoble, Maisonville et fils, 8 p. in-8º.
- Félix Drouin, Notice historique sur M. Bérenger (de la Drôme), Paris, Mme Lacombe, s. d. (1868), in-8º.
- M. S.-G., « Bérenger de la Drôme », Bull. d’archéol., 1, 123.
- Ch. Giraud, Institut de France, Notice sur la vie et les travaux de M. Bérenger, Paris, Firmin Didot, 1878, 38 p, in-4º. — Tirage à part des Mém. de l’Acad. des sc. mor. et pol..